# Ептагония
Ептаго̀ния (на гръцки: Επταγώνια) е село в Кипър, окръг Лимасол. Според статистическата служба на Република Кипър през 2001 г. селото има 329 жители.
Намира се на 4 km северно от Келаки.